# Lepidodexia myersi
Lepidodexia myersi är en tvåvingeart som först beskrevs av Townsend 1935.  Lepidodexia myersi ingår i släktet Lepidodexia och familjen köttflugor. Inga underarter finns listade i Catalogue of Life.